# Річард Берман
Рі́чард Кіт Бе́рман (англ. Richard Keith Berman; 25 грудня 1945, Нью-Йорк, США) — американський телевізійний продюсер, найбільше відомий, як виконавчий продюсер серіалів епопеї «Зоряний шлях», змінив на цій ролі померлого Джина Родденберрі.

## Робота на телебаченні
У 1967 Берман закінчив інститут зі ступенем бакалавра мистецтв. З 1977 по 1982 він працював над дитячим серіалом The Big Blue Marble для каналу PBS. Ця робота отримала премію «Еммі» як видатний дитячий серіал.
З 1982 по 1984 працював для каналів HBO і PBS як незалежний продюсер.
З 1984 Берман став працювати на Paramount Pictures на посаді директора програм. Під його наглядом в ефірі з'явилися такі популярні в Америці шоу як «Привітання» (англ. Cheers) і «МакГівер» (англ. MacGyver).

## Зоряний шлях
У 1987 Джин Родденберрі запросив Бермана до роботи над серіалом «Зоряний шлях: Наступне покоління». Після смерті Родденберрі Рік очолив роботи над шоу.
Рік Берман був виконавчим продюсером і співавтором серіалів: «Зоряний шлях: Глибокий космос 9» (разом з Міхаелем Піллером), «Зоряний шлях: Вояджер» (разом з Джері Тейлором) і «Зоряний шлях: Ентерпрайз» (разом з Бренноном Брагою).
Берман також спродюсував повнометражні фільми «Зоряний шлях: Покоління», «Зоряний шлях: Перший контакт», «Зоряний шлях: Повстання», «Зоряний шлях: Відплата», .